# Babisnau

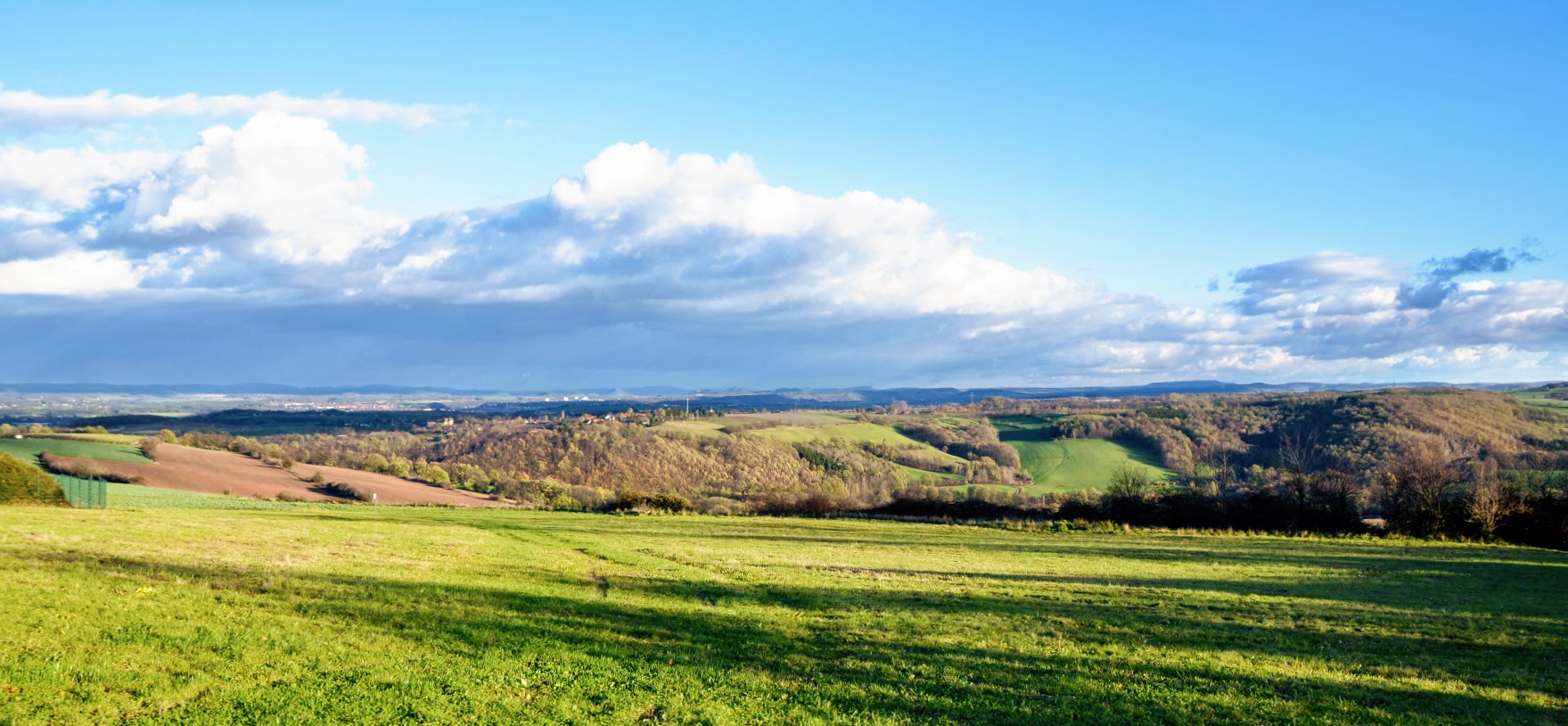
Blick von Babisnau auf das Kreischaer Becken, die Sächsische Schweiz im Hintergrund (2017)

Babisnau ist ein Ortsteil der sächsischen Gemeinde Kreischa im Landkreis Sächsische Schweiz-Osterzgebirge.

## Geografie

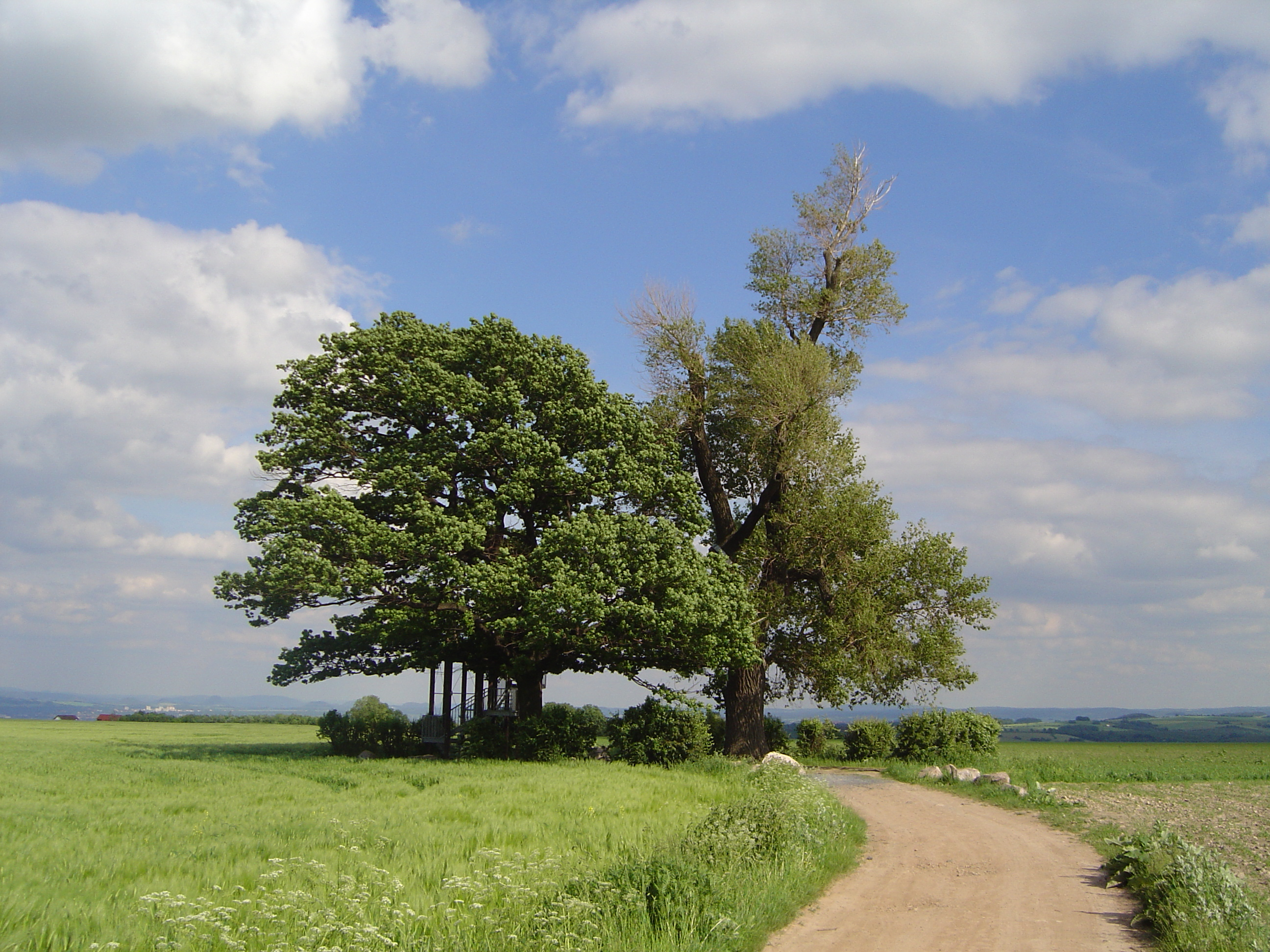
Babisnauer Pappel

Babisnau liegt südlich der Landeshauptstadt Dresden und nördlich von Kreischa. Im Norden führt die Bundesautobahn 17 vorbei. In der Nähe des Ortes steht die Babisnauer Pappel.

### Nachbarorte
| Golberode | Gaustritz                                   | Sobrigau |
| Rippien   | Kompassrose, die auf Nachbargemeinden zeigt |          |
| Brösgen   | Bärenklause                                 |          |

## Geschichte
Die erste urkundliche Erwähnung Babisnaus stammt aus dem Jahr 1288. 1378 gehörte der Ort zum Castrum Dresden, 1547 zum Amt Dresden. Seit 1748 wechselte die Verwaltungszugehörigkeit mehrmals zwischen dem Amt Dresden und dem Amt Pirna. 1856 war Babisnau zum Gerichtsamt Dresden gehörig, danach zur Amtshauptmannschaft Dresden. Am 17. April 1945 stürzte während eines Tagangriffes amerikanischer Bomberverbände auf Dresden eine B-17G „Flying Fortress“ knapp westlich der Ortslage ab. Sieben Besatzungsmitglieder kamen dabei ums Leben. Eine Scheune brannte, durch Explosionen verursacht, bis auf die Grundmauern nieder. Ein Gedenkstein für die alliierte Flugzeugbesatzung markiert den Ort. 1952 wurde der Ort Teil des Kreises Dresden-Land, 1957 wurde Babisnau zum Kreis Freital abgegeben und nach Bärenklause-Kautzsch eingemeindet. Zum 1. März 1994 erfolgte die Eingliederung dieser Gemeinde nach Kreischa. Im Zuge der Landkreisreform in Sachsen 1994 wurde Kreischa mit seinen Ortsteilen Teil des aus den Landkreisen Freital und Dippoldiswalde neugebildeten Weißeritzkreises. Dieser wurde zum 1. August 2008 mit dem Landkreis Sächsische Schweiz zum Landkreis Sächsische Schweiz-Osterzgebirge vereinigt.

### Entwicklung der Einwohnerzahl
| Jahr | Einwohnerzahl                |
| ---- | ---------------------------- |
| 1552 | 3 besessene Mann, 4 Inwohner |
| 1764 | 3 besessene Mann             |
| 1834 | 45                           |
| 1871 | 59                           |
| 1890 | 43                           |

| Jahr | Einwohnerzahl |
| ---- | ------------- |
| 1910 | 48            |
| 1925 | 47            |
| 1939 | 40            |
| 1946 | 50            |
| 1950 | 55            |

### Ortsnamenformen
Der Name des Ortes Babisnau änderte sich geschichtlich wie folgt:
- 1288: Pabznowe
- 1350: Babsenowe
- 1378: Babiznow
- 1445: Babissenaw
- 1487: Bobisenaw
- 1529: Babyssen
- 1547: Babisnaw, Babistnau oder Pabesenn
- 1588: Babstenaw, Babsen
- 1620: Pabsten
- 1875: Babisnau, auch Papstenau